# Сульфітна кислота
Сульфі́тна кислота́, також сірчи́ста кислота́ — хімічна сполука, яка має формулу H2SO3, нестійка кислота, що утворюється при розчинені діоксиду сірки у воді. Існує лише у водному розчині, і тому не виділена у вільному вигляді (на рисунку показана ампула з розчином сірчистого ангідриду у воді, розчин містить деяку кількість сірчистої кислоти).

## Хімічні властивості
Ніяких підтверджень її існуванню немає, але є факти утворення молекули в газовій фазі. Слабка двоосновна кислота, існує тільки у розчині, дуже нестійка. Розчиняючись у воді, сульфітний ангідрид поступово взаємодіє з нею, утворюючи сульфітну кислоту:
{\displaystyle \mathrm {SO_{2}+H_{2}O\leftrightarrows H_{2}SO_{3}} }
Утворює два ряди солей: середні — сульфіти і кислі — бісульфіти. Сірчиста кислота та її солі є непоганими відновниками, особливо у лужному середовищі, що використовується для відновлення, наприклад, металічного срібла з розчину його аміакату. Але при взаємодії з ще сильнішими відновниками сірчиста кислота може виступати у ролі окиснювача:
{\displaystyle \mathrm {H_{2}SO_{3}+2\ H_{2}S\rightarrow 3\ S^{0}+3\ H_{2}O} }
При взаємодії з хлором вона легко відновлює його до хлороводневої кислоти, а сама окиснюється до сульфатної кислоти:
{\displaystyle \mathrm {H_{2}SO_{3}+Cl_{2}+H_{2}O\rightarrow \ H_{2}SO_{4}+2\ HCl} }

## Використання
Застосовується в виноробстві. Сірчиста кислота та її солі застосовуються як відновники, для вибілювання вовни, шовку та інших матеріалів, які не витримують відбілювання за допомогою сильних окисників (хлору). Сірчиста кислота застосовується при консервації ягід та овочів. Бісульфіт кальцію Ca(HSO3)2 (сульфітний луг) застосовується для переробки деревини в так звану сульфітну целюлозу (розчин бісульфіту кальцію розчиняє лігнін — речовину, що пов'язує волокна целюлози,- в результаті чого волокна відокремлюються один від одного, оброблену таким чином деревину використовують для отримання паперу).